# Dreptul de a găzdui statornic minorul
Dreptul de a găzdui statornic minorul revine în general părinților copilului . Aceștia pot delega, de comun acord, responsabilitatea găzduirii copilului către terți. În caz de neînțelegeri între părinți cu privire la stabilirea locuinței minorului, aceștia trebuie să apeleze la instanța de tutelă pentru ca aceasta să ia o decizie în acest sens De obicei instanța ia această decizie în baza audierii părinților și a minorului dacă vârsta acestuia o permite, făcând aplicare principiului interesului superior al copilului. Decizia instanței are caracter obligatoriu, instanța putând stabili locuința copilului, la unul la ambii părinți, la unul dintre părinți sau la un terț. În cazuri excepționale instanța poate decide ca locuința copilului să fie stabilită la o instituție de ocrotire. părintele care are dreptul de a găzdui statornic minorul fie ca urmare a unui acord al părinților fie ca urmare a unei decizii a instanței, se numește părinte rezident în timp ce părintele care nu găzduiește în mod statornic pe copil se numește părinte nerezident.